# Dzidzantún (község)
Dzidzantún község Mexikó Yucatán államának északi részén. 2010-ben lakossága kb. 8100 fő volt, ebből mintegy 7400-an laktak a községközpontban, Dzidzantúnban, a többi 700 lakos a község területén található 11 kisebb településen élt.

## Fekvése
Az állam északi részén, a Mexikói-öböl partján fekvő község teljes területe a tenger szintje felett legfeljebb 10 méterrel elterülő síkvidék. Az éves csapadékmennyiség 500 és 1000  mm körül van (a tengerparttól délre haladva fokozatosan növekszik), de a községnek vízfolyásai nincsenek. A mezőgazdaság a terület mintegy 2%-át hasznosítja, a többi részt főként vadon és rétek, legelők borítják.

## Élővilág
Növényei többnyire alacsony lombhullató fák, például ceibák, boneték és tűzvirágfák, a partvidékeken a kókuszpálmák és a mangrovék is gyakoriak. Állatai közül említésre méltók a kígyók, leguánok, szárazföldi teknősök, fecskék, sirályok és az Ortalis nem madarai.

## Népesség
A község lakóinak száma a közelmúltban többnyire növekedett, de nem minden időszakban. A változásokat szemlélteti az alábbi táblázat:
| Év   | Lakosság |
| ---- | -------- |
| 1990 | 7236     |
| 1995 | 7675     |
| 2000 | 7877     |
| 2005 | 8165     |
| 2010 | 8133     |

## Települései
A községben 2010-ben 12 lakott helyet tartottak nyilván, de nagy részük igen kicsi: 9 településen 10-nél is kevesebben éltek. A jelentősebb helységek:
| Település                  | Lakosság (2010) |
| -------------------------- | --------------- |
| Dzidzantún (községközpont) | 7393            |
| San Francisco Manzanilla   | 669             |
| Santa Clara                | 45              |